# Сірова Каталена
Сірова Каталена (хорв. Sirova Katalena) — населений пункт у Хорватії, в Копривницько-Крижевецькій жупанії у складі міста Джурджеваць.

## Населення
Населення за даними перепису 2011 року становило 281 осіб.
Динаміка чисельності населення поселення: